# Donald Goldfarb
Donald Goldfarb (* 14. August 1941 in New York City) ist ein US-amerikanischer Mathematiker, der sich mit Mathematischer Optimierung und Numerischer Analysis befasst.
Goldfarb studierte Chemieingenieurwesen an der Cornell University mit dem Bachelor-Abschluss 1963 sowie an der Princeton University mit dem Master-Abschluss 1965 und der Promotion 1966 mit der Schrift A Conjugate Gradient Method for Nonlinear Programming. Danach war er am Courant Institute und ab 1971 Assistant Professor sowie später Professor für Informatik am City College of New York. 1982 wurde er Professor für Industrial Engineering und Operations Research an der Columbia University.
Er ist einer der Entwickler des BFGS-Verfahrens (Broyden-Fletcher-Goldfarb-Shanno), ein Quasi-Newton-Verfahren. 1992 entwickelte er mit J. J. Forrest steepest edge Simplex-Verfahren.
Er war mehrfach am Thomas J. Watson Research Center und 1974/75 am britischen Kernforschungszentrum AERE Harwell. Ab 1989 war er Herausgeber des Journal of Optimization und Mitherausgeber von Mathematics of Computation.
2017 erhielt Goldfarb den John-von-Neumann-Theorie-Preis des Institute for Operations Research and the Management Sciences. 2023 wurde er in die National Academy of Engineering gewählt.